# Javier Dorado
Francisco Javier Dorado Bielsa (Talavera de la Reina, 17 febbraio 1977 – Madrid, 27 febbraio 2025) è stato un calciatore spagnolo, di ruolo difensore.

## Biografia
E' morto il 27 febbraio 2025, all'età di 48 anni, dopo una lunga lotta contro la leucemia.

## Carriera

### Club
Ha sempre giocato per club spagnoli vestendo, all'inizio della carriera, la maglia del Real Madrid, con cui nella stagione 1999-2000 ha vinto la UEFA Champions League.
Successivamente il suo nome è stato legato allo Sporting Gijón, squadra con cui ha giocato dal 2001 al 2002 e successivamente dal 2003 al 2006. E' stato poi acquistato dal Mallorca nell'estate 2006, in cui ha militato fino al 2008 tuttavia giocando solamente 2 gare, a causa della titolarità inamovibile del compagno Fernando Navarro.
Ha terminato la sua carriera nel luglio 2008, dopo un infortunio al legamento crociato anteriore, per poi riprenderla brevemente dal 2011 al 2012 con l'Atlético Baleares, squadra che allora militava in terza divisione.

### Nazionale
Con la Spagna fu convocato per il campionato europeo Under-21 del 2000.